# Вълчища (дем Мъглен)
 Тази статия е за селото в Мъглен.  За селото в Сярско вижте Вълчища (дем Амфиполи).  
Вълчища или Вълчище (на гръцки: Υδραία или Υδρέα, Идреа, до 1922 година Βόλτσιστα, Волциста) е село в Егейска Македония, Гърция, в дем Мъглен (Алмопия) в административна област Централна Македония.

## География
Селото е разположено на 130 m надморска височина в котловината Мъглен (Моглена) на около 3 km източно от демовия център Съботско (Аридеа).

## История

### В Османската империя
В началото на XX век Вълчища е чисто българско село в Ениджевардарска кааза на Османската империя. Църквата „Свети Атанасий“ е от 1874 година. Според статистиката на Васил Кънчов („Македония. Етнография и статистика“) в 1900 година във Вълчища живеят 110 българи християни.
Цялото село е под върховенството на Цариградската патриаршия. По данни на секретаря на Българската екзархия Димитър Мишев („La Macédoine et sa Population Chrétienne“) в 1905 година във Волчища (Voltchichta) има 240 българи патриаршисти гъркомани. В 1909 година във Вълчища е открито българско училище.
Екзархийската статистика за Воденската каза от 1912 година показва селото със 122 жители.
При избухването на Балканската война в 1912 година един човек от Вълчища е доброволец в Македоно-одринското опълчение.

### В Гърция
През войната селото е окупирано от гръцки части и остава в Гърция след Междусъюзническата война в 1913 година. Боривое Милоевич пише в 1921 година („Южна Македония“), че Вълчище (Влчиште) има 20 къщи славяни християни.
В 1922 година е преименувано на Идреа. В 1924 година в селото са настанени 132 гърци бежанци. В 1928 година селото е смесено местно-бежанско с 37 семейства и 149 жители бежанци.
Според Тодор Симовски от 484 жители в 1991 година половината са с местен произход, а половината с бежански.
Землището на селото е равнинно и се напоява добре от река Мъгленица. Произвеждат се бобови култури и пипер, като са развити и овощарството и лозарството.
| Година    | 1913 | 1920 | 1928 | 1940 | 1951 | 1961 | 1971 | 1981 | 1991 | 2001 | 2011 | 2021 |
| --------- | ---- | ---- | ---- | ---- | ---- | ---- | ---- | ---- | ---- | ---- | ---- | ---- |
| Население | 118  | 125  | 291  | 457  | 469  | 487  | 503  | 506  | 484  | 462  | 496  | 479  |

## Личности
Родени във Вълчища
- Георги Илиев, македоно-одрински опълченец, Втора рота на Петнадасета щипска дружина, Сборна партизанска рота на МОО[11]
- Панайот Анастасов (Παναγιώτης Αναστασίου), гръцки андартски деец от трети клас[12]